# Kortumpark

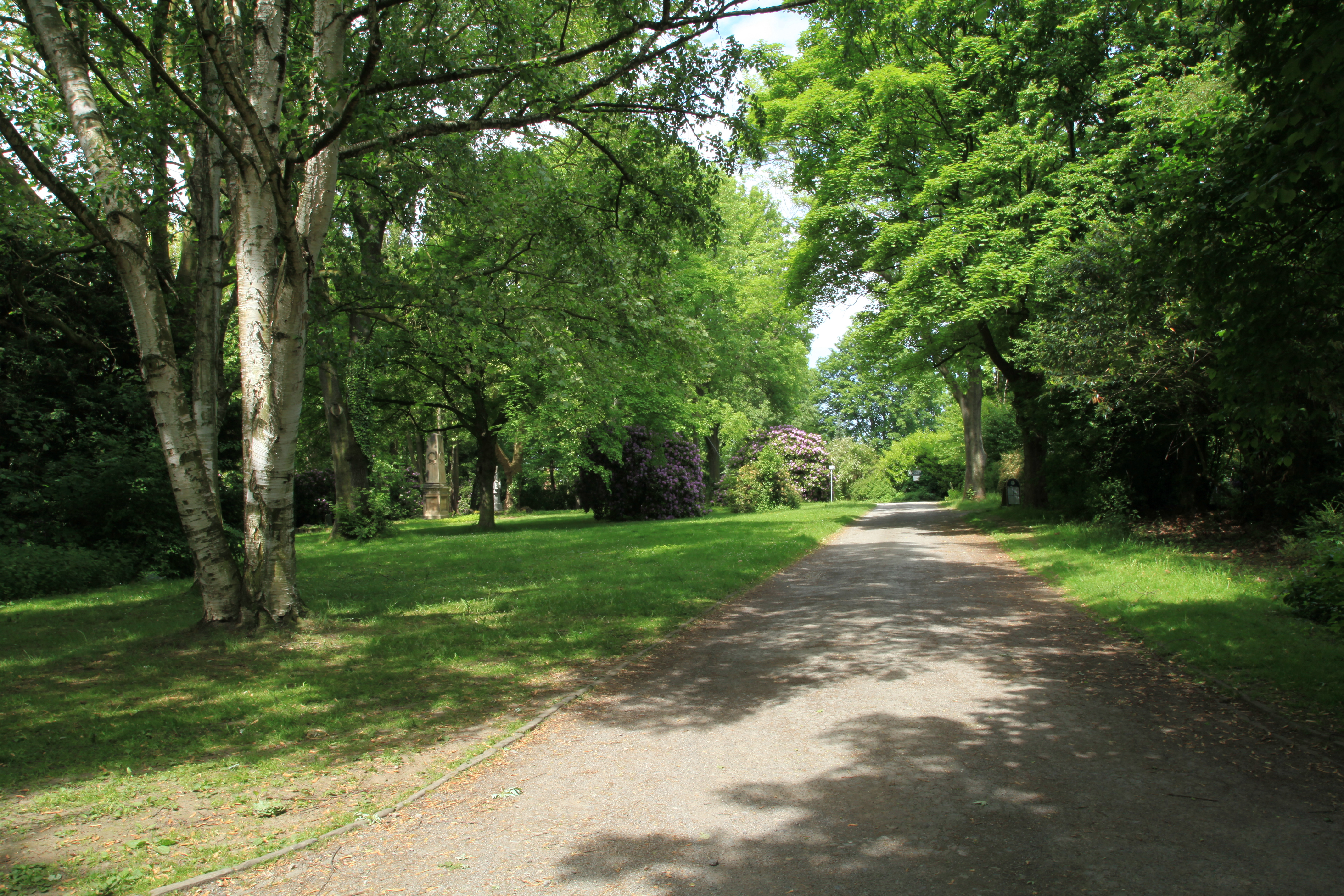
Kortumpark

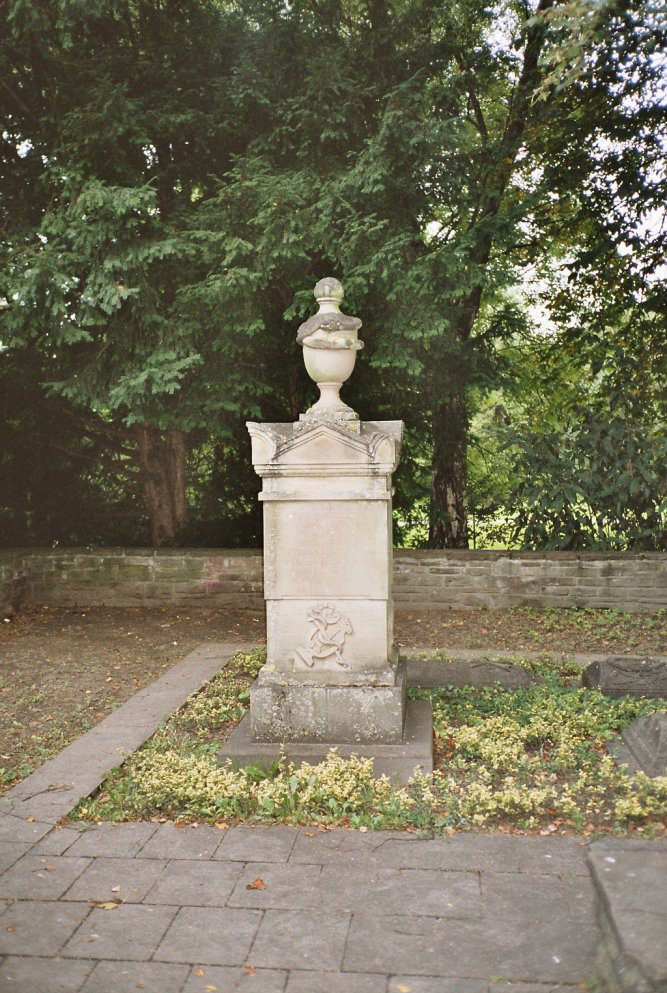
Grabmal von Carl Arnold Kortum

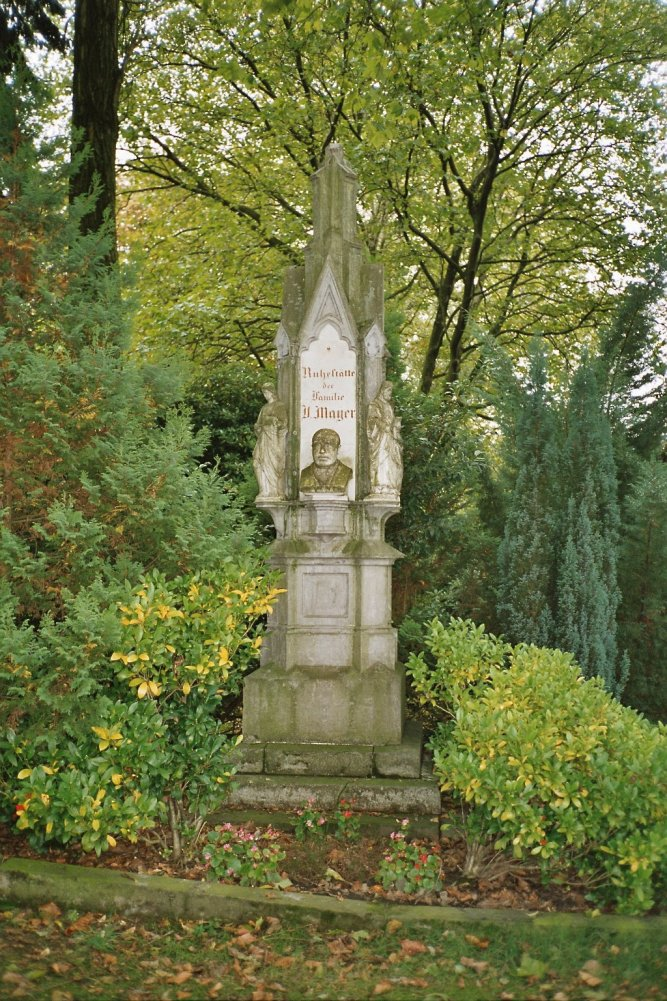
Grab von Jacob Mayer

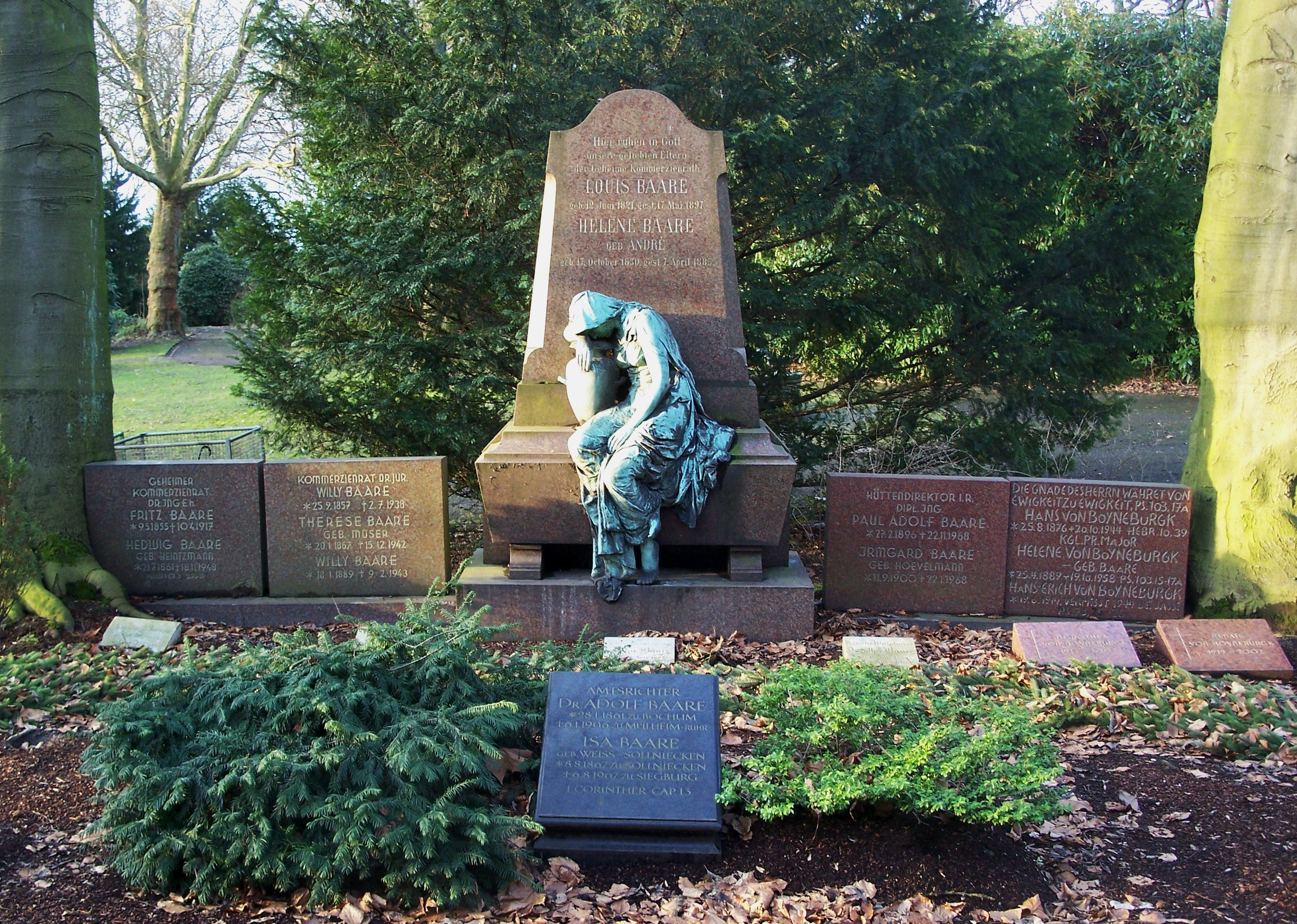
Familiengruft Baare, „Trauernde“ von Bildhauer Albert Moritz Wolff

Der Kortumpark ist ein aufgelassener Friedhof östlich der Innenstadt von Bochum, der als öffentlicher Park dient.

## Lage
Gerahmt von der nördlich bogenförmig verlaufenden Bahntrasse Essen-Dortmund erstreckt er sich am Fuße des Lohbergs im Westen von der Wittener Straße, der Sackgasse Am Hain bis zur Akademiestraße. Das BP/Aral-Haus grenzt direkt an das südwestliche Parkgelände zwischen Wittener Straße und Am Hain. Nordöstlich auf dem Lohberg befinden sich übergangslos Schrebergärten, im Tal am Nordrand des Parks ein kleines Heizkraftwerk aus den 1950er Jahren.

## Geschichte
Die älteste Begräbnisstätte befand sich um die Propsteikirche St. Peter und Paul in der Altstadt. Von 1810 bis 1819 wurde der Kirchhof auch von den zwei evangelischen Gemeinden genutzt. Der Platz maß aber nur 97 kölnische Ruten (ca. 2000 m²) und erwies sich aber bald als zu klein.

„Mit Erstaunen mußte man bemerken daß öfters bei Anfertigung der Gräber Särge zerhauen und zusammengeschlagen wurden, welche kaum 10 Jahre gestanden und worin die Leichen nicht einmal verweset waren; man habe sich sogar überzeugt, daß die Jungens ihr Spiel mit den noch unverweseten Köpfen auf dem Kirchhof getrieben hätten.“

In den Namen mehrerer Bürger beantragte daher der Jurist Bölling am 21. März 1817 die Anlegung eines größeren Kirchhofs außerhalb der Stadt. An der Chaussee nach Witten wurden 2 Armengärten in der Größe von ca. 200 Ruten in Erbpacht genommen sowie zwei Gärten des Bürgermeisters Jacobi mit 160 Ruten und ein Ackerstück von Moritz Fiege mit 52 Ruten gekauft. Bis 1819 war der Friedhof mit 88 Pappeln bepflanzt, mit einem großen hölzernen Kruzifix geziert und mit einer lebenden Hecke und einem vorläufigen Tor, welches 1820 durch eins mit steinernen Säulen ersetzt wurde, versehen.
Am 21. November 1819 wurde der Neue Friedhof mit der Einweihung durch die drei Pfarrer seiner Bestimmung übergeben. Da der neue Begräbnisort (noch) vor der Stadt lag und keine Trauerhalle und Kapelle hatte, wurden bei etlichen Bestattungen ein Leichenwagen eingesetzt. Die Fahrten der Leichen wurden von 1819 ab seitens der Stadt an den Mindestfordernden vergeben, 1819/20 übernahm M. Hünnebeck die Leichenfuhren je zu 56 Stüber. Die ehemaligen Begräbnisplätze in der Stadt wurden zu freien Plätzen umgestaltet.
Der israelitischen Gemeinde wurde 1821 ebenfalls von der Polizei ausgegeben, einen neuen Begräbnisplatz außerhalb der Stadt anzulegen. Nach anfänglichen Schwierigkeiten beschaffte sich die Gemeinde 1822 einen „schicklichen Platz“. Der alte jüdische Friedhof an der Buddenbergstraße wurde 1833 auf Veranlassung des Landrats nach einer Errichtung einer neuen Mauer nach der Stadt zu mit Gesträuch bepflanzt und bekam ein gartenähnliches Aussehen. Später wurden neben den neuen jüdischen Friedhof noch eine weiter jüdische Begräbnisplätze angelegt. Einige der Gräber wurden vom alten jüdischen Friedhof auf die beiden neuen Plätze verlegt.
Der Friedhof wurde 1837, 1845 und 1872 bedeutend erweitert und mit weiteren Anlagen und neuen Baumpflanzungen versehen. Im Jahr 1873 wurde an der zum Friedhof führenden Straße das städtische Reserve-Lazarett angelegt. Es sollte im Falle einer Seuche als Hilfskrankenhaus dienen, und ganz praktisch den Zweck erfüllen, dass man die Todesfälle direkt beerdigen konnte. Es wurde 1882 bei der Pockenepidemie kurzfristig genutzt. Als die Aufnahmefähigkeit des Friedhofs absehbar erschöpft, wurde ein neuer Friedhof für die Stadt geplant. Bereits 1876 wurde der heutige Kortumpark als „Alter Begräbnisplatz“ am Lohberg bezeichnet. Ab 1884 fanden die Bestattungen auf dem Blumenfriedhof statt. Nur die Erbgruften wurden und werden weiter als Begräbnisstätten genutzt. Im Jahr 1912 fanden nur 22 Bestattungen in Erbbegräbnisstätten statt. Auf dem jüdischen Teil wurden weitere 13 Personen beerdigt.
Ab 1913 wurde der noch kaum genutzte Friedhof in einen Park umgewandelt. Von 1913 bis 1924 fanden hier im Mittel um die 28 Bestattungen pro Jahr statt. Im Jahre 1954 wurden Teile des Friedhofs wegen des Neubaus des Bochumer Hauptbahnhofs und der Erweiterung der Bahngleise aufgelassen und die Parkanlage verändert. Die jüdischen Gräber wurden auf dem Jüdischen Friedhof  an der Wasserstraße umgebettet. Ebenso verschwand die Friedhofsstraße unter dem Bahndamm. Von der ehemaligen Bebauung steht nur noch ein einzelnes Wohnhaus neben dem Heizkraftwerk. Mitte der 1960er Jahre ging man dazu über, den bisher als Alten Friedhof bezeichneten Park, nach dem hier bestatteten Arzt und Aufklärer Carl Arnold Kortum zu benennen. Der markante Brunnen im Eingangsbereich wurde in den frühen 1970er angelegt.
Heute übernimmt der Kortumpark eine wichtige Nah- und Kurzzeiterholungsfunktion. Mit seinem alten Baumbestand und den kulturgeschichtlich wertvollen Gräbern zählt der Kortumpark zu den Bochumer Sehenswürdigkeiten.
Die Stadt Bochum ist, da es sich um öffentliches Grün handelt, für die Pflege der Anlagen zuständig. Da jedoch einige Familiengruften bis in die Gegenwart gelegentlich belegt werden, ist in diesen Fällen die jeweilige Familie für die Grabpflege verantwortlich. Einige Grabmäler wurden während des Orkan Kyrill durch umstürzende Bäume beschädigt.

## Grabstätten und Denkmäler
Auf dem ganzen Parkgelände verteilt finden sich Grabmale aus allen Zeiten nach 1819, von kleinen Platten bis hin zu monumentalen Grabstätten. Da das Gelände zum Lohberg aufsteigt, befinden sich die meisten noch genutzten Grüfte um den höchsten Punkt. 1991 wurden einige Grabsteine bzw. Skulpturen in die Denkmalliste der Stadt Bochum eingetragen.
Zu den bekannten Bochumer Persönlichkeiten, die hier begraben liegen, zählen:
- Carl Arnold Kortum (1745–1824), Arzt, Schriftsteller; Zu seinem 125. Todestag am 15. August 1949 wurde das Grabmal an seinen heutigen, erhöhten und umfriedeten Standort an der Wittener Straße umgesetzt. Der historische Grabstein trägt ein Relief mit Symbolen des Todes und der Wiederauferstehung, die Vorderseite ist mit Leier und Äskulapstab versehen.
- Familiengrabstätte Louis Baare (1821–1897), Generaldirektor des Bochumer Verein, Geheimer Kommerzienrat und Stadtverordneter, Ehrenbürger der Stadt Bochum. Zusammen mit Fritz Baare (1855–1917), Unternehmer, Sohn von Louis Baare und Wilhelm Baare (1857–1938), Unternehmer, Sohn von Louis Baare (Denkmal A 654)
- Familiengrabstätte Moritz Baltz (1799–1852) und Familie, Besitzer des größten örtlichen Modehauses
- Familiengrabstätte Cramer, Eigentümer der Tabakfabrik Cramer, Grundbesitzer, Mitbegründer der Zeche Pfingstblume (Denkmal A 656)
- Johann Henrich Carl Eickhoff (1808–1864) Gründer der Firma Eickhoff, eigene Grabstelle
- Elisabeth Eickhoff, geborene Cohlmann (1808–1888), übernahm die Firma nach dem Tod ihres Mannes, sowie Carl (1845–1908) und Robert (1849–1904) Eickhoff, Unternehmer in Gebr. Eickhoff Maschinenfabrik und Eisengießerei in Bochum (Denkmal A 657)
- Familie Flügel, mit der Enkelin von Dr. Kortum (Denkmal A 128)
- Franz Fromme (1875–1961), Heimatdichter (Grabstein inzwischen nicht mehr vorhanden)
- Max Greve (1815–1873), 1842–1873 Bürgermeister der Stadt zu Zeiten der Industrialisierung
- Heinrich Grimberg (1833–1907), Bergbauunternehmer, Mitbegründer bedeutender Zechen wie Zeche Lothringen, Mitbegründer der Firma Wintershall (Denkmal A 659)
- Familiengrabstätte Knühl-Fiege, mit Grab des Gründers und der späteren Besitzer der Moritz Fiege Brauerei
- Johann Christian Leye (1830–1880), Chemiker und Unternehmer (Denkmal A 664)
- Ernst Marckhoff (1864–1912), Rechtsanwalt und Justizrat, Erbauer der Villa Marckhoff-Rosenstein, Sitz des Kunstmuseum Bochum (Denkmal A 659)
- Jacob Mayer (1813–1875), Unternehmer, Mitbegründer des Bochumer Verein, Entwickler des Gussstahlwesen in Deutschland (Denkmal A 130)
- Hermann Pieper (1839–1904), Bergrat und Bergwerksdirektor der Zeche Constantin, Ehrenbürger der Stadt Bochum
- Gebrüder Scharpenseel, Inhaber der Scharpenseel-Brauerei AG in Bochum
- Johann Joachim Schlegel (1821–1880), Braumeister, Gründer der Schlegel-Brauerei AG in Bochum
- Heinrich Schmiedeknecht (1880–1962), Architekt wichtiger Hochbauten u. a. der Schlegel-Brauerei und des Lueg-Hochhaus
- Hermann Schultz, Justizrat und Rechtsanwalt, Ehrenbürger der Stadt Bochum
- Hugo Schultz (1838–1904), Bergbau-Beamter, Politiker, wichtiger Rektor der Bochumer Bergschule
- Karl Henrich Schragmüller, Hauptmann a. D. und Rittergutsbesitzer von Haus Dahlhausen und Haus Havkenscheid, Vater von Elsbeth Schragmüller und Konrad Schragmüller
- Wilhelm Seippel (1832–1906), Unternehmer, Inhaber der Firma Wilhelm Seippel, Grubensicherheitslampen und Maschinenfabrik in Bochum  (Denkmal A 663)